# 1996 في إسرائيل
فيما يلي قوائم الأحداث التي وقعت خلال عام 1996 في إسرائيل.

## أحداث
- 29 مايو – الانتخابات التشريعية الإسرائيلية 1996
- 25 فبراير – تفجيرات طريق الحافلات يافا
- 4 مارس – تفجير مركز ديزنغوف

## سياسة

### تعيين في المنصب
- 1 يناير – يعقوب نئمان Justice Minister of Israel ‏.
- 8 أبريل – موشيه غافني عضو الكنيست [الإنجليزية]‏،عضو الكنيست [الإنجليزية]‏.
- 17 يونيو – أحمد سعد عضو الكنيست [الإنجليزية]‏.
- 17 يونيو – أرييه درعي عضو الكنيست [الإنجليزية]‏.
- 17 يونيو – أفنير شاكي عضو الكنيست [الإنجليزية]‏.
- 17 يونيو – أوفير بينس باز عضو الكنيست [الإنجليزية]‏.
- 17 يونيو – اسحق فاكنين عضو الكنيست [الإنجليزية]‏.
- 17 يونيو – اسحق كوهين عضو الكنيست [الإنجليزية]‏.
- 17 يونيو – افرايم سنيه عضو الكنيست [الإنجليزية]‏.
- 17 يونيو – إسحاق مردخاي عضو الكنيست [الإنجليزية]‏،وزير الدفاع  [لغات أخرى]‏.
- 17 يونيو – إيلي يشاي عضو الكنيست [الإنجليزية]‏.
- 17 يونيو – إيهود أولمرت عضو الكنيست [الإنجليزية]‏.
- 17 يونيو – إيهود باراك عضو الكنيست [الإنجليزية]‏.
- 17 يونيو – بنيامين نتانياهو عضو الكنيست [الإنجليزية]‏،رئيس وزراء إسرائيل.
- 17 يونيو – بيني بيغن عضو الكنيست [الإنجليزية]‏.
- 17 يونيو – تساحي هنغبي عضو الكنيست [الإنجليزية]‏،وزير الصحة  [لغات أخرى]‏.
- 17 يونيو – حاييم رامون عضو الكنيست [الإنجليزية]‏.
- 17 يونيو – دافيد ازولاي عضو الكنيست [الإنجليزية]‏.
- 17 يونيو – دان مريدور عضو الكنيست [الإنجليزية]‏.
- 17 يونيو – رفائيل إيتان عضو الكنيست [الإنجليزية]‏،وزير الزراعة والتنمية  [لغات أخرى]‏، نائب رئيس الوزراء ‏.
- 17 يونيو – سوفا لاندفير عضو الكنيست [الإنجليزية]‏.
- 17 يونيو – سيلفان شالوم عضو الكنيست [الإنجليزية]‏.
- 17 يونيو – شلومو بن عمي عضو الكنيست [الإنجليزية]‏.
- 17 يونيو – شمارياهو بن تسور عضو الكنيست [الإنجليزية]‏.
- 17 يونيو – صالح طريف عضو الكنيست [الإنجليزية]‏.
- 17 يونيو – عبد المالك الدهامشة عضو الكنيست [الإنجليزية]‏.
- 17 يونيو – عزمي بشارة عضو الكنيست [الإنجليزية]‏.
- 17 يونيو – عمير بيرتز عضو الكنيست [الإنجليزية]‏.
- 17 يونيو – ماكسيم ليفي عضو الكنيست [الإنجليزية]‏.
- 17 يونيو – ناتان شارانسكي عضو الكنيست [الإنجليزية]‏.
- 17 يونيو – ناعومي حزان عضو الكنيست [الإنجليزية]‏.
- 17 يونيو – يولي أدلشتين عضو الكنيست [الإنجليزية]‏،وزير  استيعاب المهاجرين ‏.
- 18 يونيو – دافيد ليفي نائب رئيس الوزراء ‏.
- 18 يونيو – زفولون هامر نائب رئيس الوزراء ‏.
- 18 يونيو – ليمور ليفنات وزير الاتصالات  [لغات أخرى]‏.
- 18 يونيو – موشيه كتساف نائب رئيس الوزراء ‏.
- 8 يوليو – أرئيل شارون وزير الطاقة  [لغات أخرى]‏.
- 1 سبتمبر – رؤوفين ريفلين عضو الكنيست [الإنجليزية]‏.
- 15 أكتوبر – إيتان كابل عضو الكنيست [الإنجليزية]‏.

### انتهاء فترة المنصب
- 1 يناير – يعقوب نئمان Justice Minister of Israel ‏.
- 8 أبريل – موشيه غافني عضو الكنيست [الإنجليزية]‏،عضو الكنيست [الإنجليزية]‏.
- 17 يونيو – أرييه درعي عضو الكنيست [الإنجليزية]‏.
- 17 يونيو – أفنير شاكي عضو الكنيست [الإنجليزية]‏.
- 17 يونيو – ألكس جولدفارب عضو الكنيست [الإنجليزية]‏.
- 17 يونيو – أوفاديا إيلي عضو الكنيست [الإنجليزية]‏.
- 17 يونيو – افرايم سنيه عضو الكنيست [الإنجليزية]‏،وزير الصحة  [لغات أخرى]‏.
- 17 يونيو – إسحاق شامير عضو الكنيست [الإنجليزية]‏.
- 17 يونيو – إيهود أولمرت عضو الكنيست [الإنجليزية]‏.
- 17 يونيو – بنيامين نتانياهو عضو الكنيست [الإنجليزية]‏.
- 17 يونيو – بيني بيغن عضو الكنيست [الإنجليزية]‏.
- 17 يونيو – تساحي هنغبي عضو الكنيست [الإنجليزية]‏،وزير الصحة  [لغات أخرى]‏.
- 17 يونيو – حاييم رامون عضو الكنيست [الإنجليزية]‏.
- 17 يونيو – دان مريدور عضو الكنيست [الإنجليزية]‏.
- 17 يونيو – رفائيل إيتان عضو الكنيست [الإنجليزية]‏.
- 17 يونيو – سيلفان شالوم عضو الكنيست [الإنجليزية]‏.
- 17 يونيو – شلومو بوحبوت عضو الكنيست [الإنجليزية]‏.
- 17 يونيو – شمعون شتريت عضو الكنيست [الإنجليزية]‏.
- 17 يونيو – شولاميت ألوني عضو الكنيست [الإنجليزية]‏،وزير الاتصالات  [لغات أخرى]‏.
- 17 يونيو – صالح طريف عضو الكنيست [الإنجليزية]‏.
- 17 يونيو – عمير بيرتز عضو الكنيست [الإنجليزية]‏.
- 17 يونيو – غدعون بات عضو الكنيست [الإنجليزية]‏.
- 17 يونيو – ناعومي حزان عضو الكنيست [الإنجليزية]‏.
- 17 يونيو – يسرائيل كيسار عضو الكنيست [الإنجليزية]‏.
- 18 يونيو – أوري أور Deputy Minister of Defense ‏.
- 18 يونيو – إيهود باراك وزير الخارجية  [لغات أخرى]‏.
- 18 يونيو – شمعون بيريز رئيس وزراء إسرائيل، وزير الدفاع  [لغات أخرى]‏.
- 18 يونيو – نواف مصالحة نائب لوزيرالصحة.
- 1 سبتمبر – إلياهو بن إليسار عضو الكنيست [الإنجليزية]‏.

## وفيات

### مايو
- 2 مايو – إميل حبيبي (مواليد 1922)

### يونيو
- 2 يونيو – عاموس تفيرسكي (مواليد 1937)